# 新しい人生のはじめかた
『新しい人生のはじめかた』（英: Last Chance Harvey）は、2008年のアメリカ映画。

## ストーリー
離婚して一人暮らしをしているハーヴェイ・シャインは、一人娘の結婚式のためにロンドンを訪れた。
だが、ハーヴェイは仕事の関係で携帯電話をさわってばかりで、親族の集まりで浮いた存在になってしまう。しかも、娘からバージンロードは義父と歩きたいと言われ、ハーヴェイは落ち込んだ。
そんな中、ハーヴェイは同じく孤独を抱える女性ケイトと出会い、彼女に声をかけた。

## キャスト
| 役名                 | 俳優                   | 日本語吹替 |
| -------------------- | ---------------------- | ---------- |
| ハーヴェイ・シャイン | ダスティン・ホフマン   | 小川真司   |
| ケイト・ウォーカー   | エマ・トンプソン       | 高島雅羅   |
| スーザン             | リアーヌ・バラバン     | 榊原奈緒子 |
| ジーン               | キャシー・ベイカー     | 沢田敏子   |
| ブライアン           | ジェームズ・ブローリン | 松本大     |
| マギー               | アイリーン・アトキンス | 久保田民絵 |

- その他の声の吹き替え：上城龍也／清水みか／高橋里枝／佐藤拓也／遠藤大智／後藤光祐／長谷川俊介／牛田裕子／梶山はる香

## 受賞・ノミネート
第66回ゴールデングローブ賞
- ノミネート：主演女優賞 (ミュージカル・コメディ部門) - エマ・トンプソン